# ヘンリー・テイラー
ヘンリー・テイラー　(英語: Henry Taylor, 1885年3月17日 - 1951年2月28日)は、イギリスイングランドオールダム出身のイギリス人男子競泳選手。1908年ロンドンオリンピックで400m自由形・1500m自由形・800mリレーで三冠を達成した。ストックホルムオリンピックとアントワープオリンピックでも銅メダルを獲得した。中間大会である1906年アテネオリンピックでも金銀銅の3つのメダルを獲得している。

## 経歴

### 1906年アテネオリンピック
現在では中間大会と言われる1906年アテネオリンピックの1マイル自由形で金メダルを獲得した。さらに400m自由形で銀メダル、4×250mリレーで銅メダルと合計3つのメダルを獲得した。

### 1908年ロンドンオリンピック
絶好調で臨んだロンドンオリンピックでテイラーは400m自由形・1500m自由形・800mリレーの三冠を達成した。イギリス競泳史上五輪三冠達成者は2021年現在でもテイラーのみ。さらに3種目とも世界新記録での優勝だった。

### 1912年ストックホルムオリンピック
27歳となり、全盛期は過ぎたが800mリレーで3大会連続となる銅メダルを獲得した。400m自由形では準決勝敗退、1500m自由形は準決勝途中棄権だった。

### 1920年アントワープオリンピック
35歳での参加になったが800mリレーで4大会連続となる銅メダルを獲得した。400m自由形では予選敗退。1500m自由形は予選で途中棄権した。
1969年、国際水泳殿堂入りを果たした。